# Adrar (Algérie)
Pour les articles homonymes, voir Adrar.

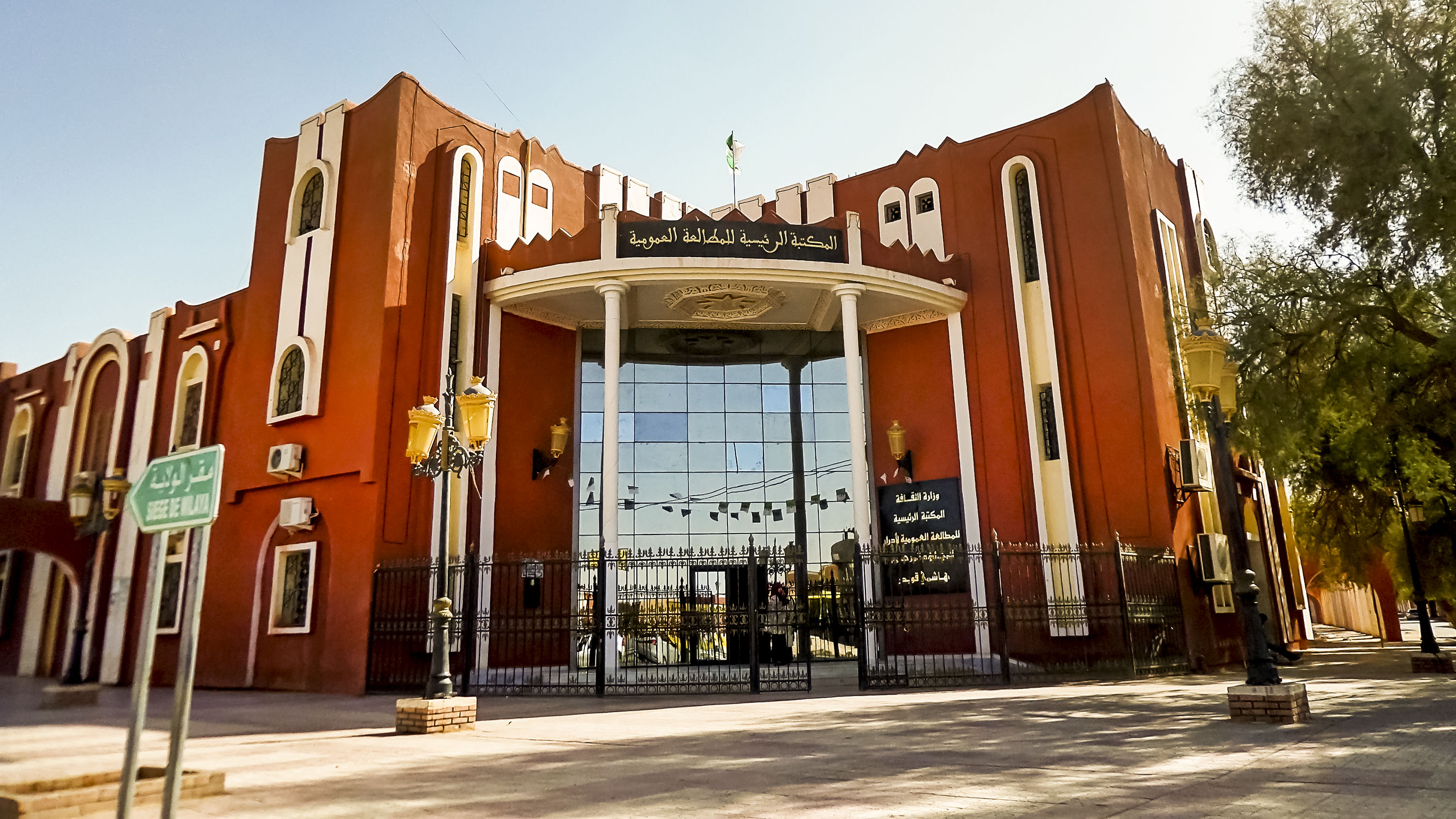
Bibliothèque d'Adrar

Adrar (en arabe : أدرار ; en tifinagh : ⴰⴷⵔⴰⵔ) est une commune de la wilaya homonyme, dont elle est le chef-lieu, située à 1 400 km au sud-ouest d'Alger.

## Géographie

### Situation
Le territoire de la commune d'Adrar se situe au centre-nord de la wilaya dont elle est le chef-lieu. La ville d'Adrar est située à environ :
- 600 km au sud-est de Béchar, par la route, et 429 km à vol d'oiseau ;
- 1 200 km à l'est de Tindouf, par la route, (via Béchar) et 777 km à vol d'oiseau ;
- 1 400 km au sud-ouest d'Alger, par la route, et 1 087 km à vol d'oiseau.

| Bouda             | Sebaa             | Tamantit |
| Bouda             | Adrar             | Tamantit |
| Ouled Ahmed Tammi | Ouled Ahmed Tammi | Tamantit |

### Climat
Adrar a un climat désertique chaud (Classification de Köppen BWh) typique de la zone saharienne hyper-aride, c'est-à-dire du cœur du Sahara, avec un été torride, très long et un hiver court, tempéré chaud. Le climat, hyper-aride, est celui d'un désert absolu, puisque la moyenne annuelle des précipitations atteint à peine 14 - 15 mm, tombant essentiellement en automne ou au printemps.
Les températures moyennes maximales sont de 46 - 48 °C en juillet (le mois le plus chaud), ce qui fait d'Adrar une des villes les plus chaudes du monde.
Le nombre moyen de jours où le mercure dépasse la barre des 40 °C est de l'ordre de 130 jours par an. Les températures restent élevées en hiver, mais seulement la journée, car, dans les étendues désertiques, il n'y a rien pour retenir la chaleur et températures minimales moyennes avoisinent 7 °C. Le ciel est clair, le soleil omniprésent, le beau temps perpétuel. L'irradiation solaire figure parmi les plus élevées au monde et la durée moyenne de l'insolation est environ de 3 978 heures par an. Le rapport en pourcentage entre la durée du jour et la durée d'ensoleillement annuelle y est dépasse 90 %. La température moyenne journalière annuelle est de 26-27 °C à Adrar.
L'humidité relative est exceptionnellement faible toute l'année avec une moyenne annuelle d'environ 24 %, et particulièrement en saison chaude où le degré hygrométrique de l'air descend souvent en dessous de 5 %.
| Mois                              | jan. | fév. | mars | avril | mai  | juin | jui. | août | sep. | oct. | nov. | déc. | année |
| --------------------------------- | ---- | ---- | ---- | ----- | ---- | ---- | ---- | ---- | ---- | ---- | ---- | ---- | ----- |
| Température minimale moyenne (°C) | 6,8  | 9,9  | 13,1 | 16,9  | 22,2 | 27,3 | 28,8 | 28,1 | 25,4 | 19,2 | 12,8 | 7,3  | 18,15 |
| Température moyenne (°C)          | 13,7 | 17,7 | 21   | 25,7  | 30,5 | 35,6 | 37,5 | 36,8 | 33,6 | 27,5 | 19,9 | 14,1 | 26,14 |
| Température maximale moyenne (°C) | 20,5 | 23,1 | 27,6 | 33,1  | 37   | 43,1 | 45,9 | 44,2 | 40,4 | 33,1 | 25,4 | 15,7 |       |
| Précipitations (mm)               | 2    | 1,6  | 2,1  | 2,3   | 0,2  | 0,5  | 0,1  | 0,7  | 2,1  | 2    | 0,7  | 0    | 14,3  |
| Humidité relative (%)             | 38   | 33,7 | 26,6 | 22,5  | 18,1 | 13,6 | 12,1 | 12,7 | 16,8 | 23,9 | 31,7 | 39,6 | 24,11 |

### Transports
Adrar dispose d'un aéroport situé à 11 km au sud-est de la ville. Des vols opérés par la compagnie Air Algérie relient Adrar aux grandes villes du nord de l'Algérie : Alger et Oran, et à quelques villes du sud algérien : Ouargla et Bordj Badji Mokhtar.
La ville dispose également d'une gare routière ainsi que d'un réseau de bus urbains gérés par l'Entreprise de transport urbain et suburbain (ETUSA) d'Adrar.

### Localités de la commune
En 1984, la commune d'Adrar est constituée à partir des localités suivantes :
- Adrar
- Adgha
- Ouguedim
- Barbaa
- Ouled Oungal
- Ouled Ouchen
- Ouled Ali
- Tililane
- Meraguen

## Toponymie
Le nom de la ville signifie « pierre, rocaille, mont » en berbère. Adrar se prononce localement Adghagh (« rocaille » en berbère), c'est la transcription française qui en a fait Adrar. Il s'agit probablement d'un traitement linguistique particulier appelé confusion sémantico-formelle (propre à la zone berbérophone méridionale), plutôt que d'un traitement phonétique particulier (r/gh).

## Santé
L'hôpital Ibn Sina d'Adrar est une structure sanitaire, sise dans la commune d'Adrar, qui dépend du centre hospitalier universitaire d'Oran, et qui relève de la Direction de la Santé et de la Population (DSP) de la wilaya d'Adrar.

## Démographie

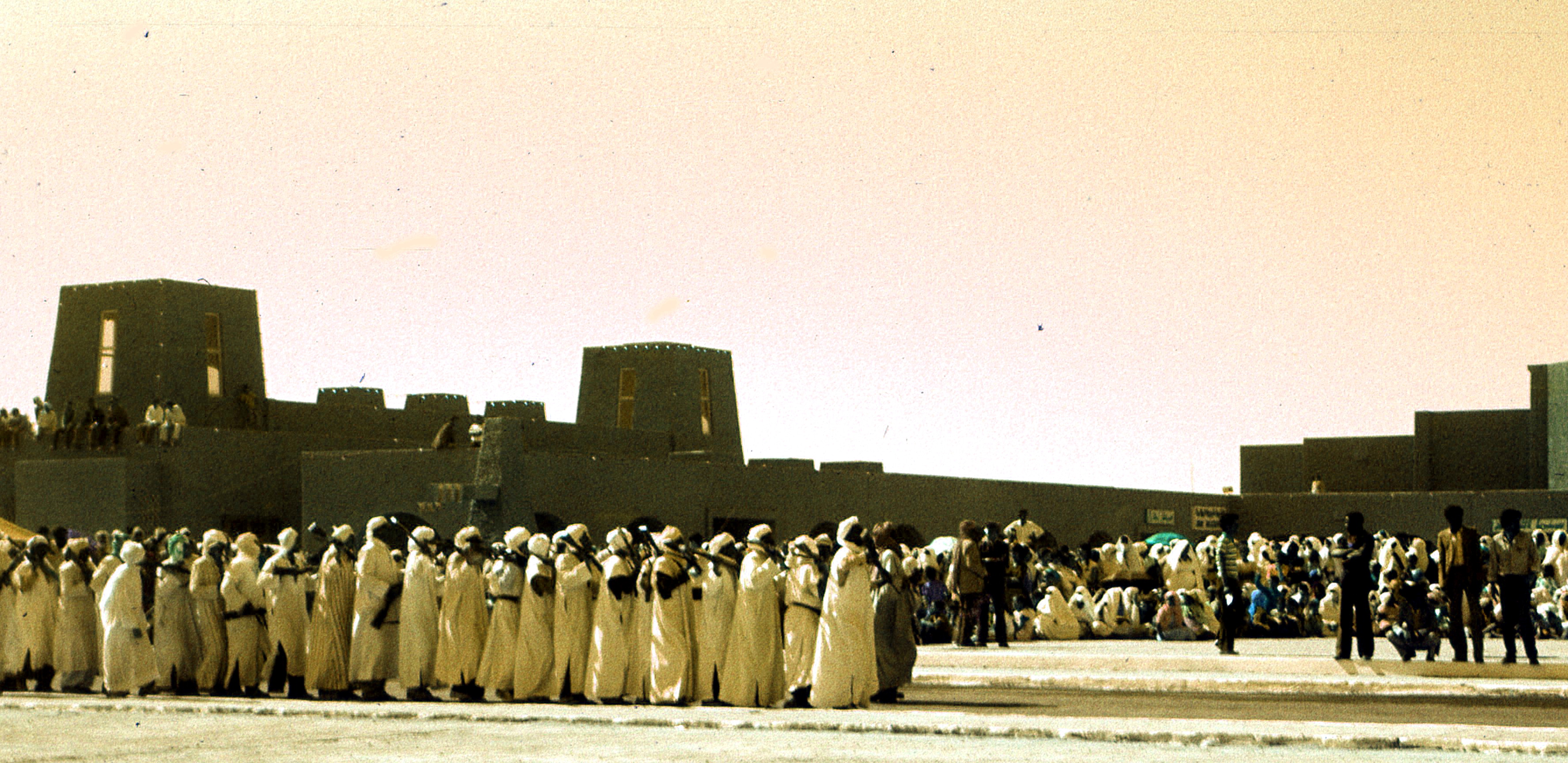
Fantasia à Adrar

Selon l'Office National des Statistiques, la commune compte une population de 64 781 habitants en 2008.

## Enseignement supérieur
L'université africaine Ahmed-Draya d'Adrar accueille plus de 15 000 étudiants et compte 452 enseignants, dont 45 professeurs. Les étudiants se répartissent sur 5 facultés (4 776 étudiants en sciences humaines et sociales et sciences islamiques, 1 740 en droit et sciences politiques, 2 682 en sciences économiques et commerciales, 2 367 en lettres et langues, et 4 268 en sciences et technologies). 
L'université est réputée surtout pour la richesse de ses collections de manuscrits. Elle abrite le Laboratoire national des manuscrits africains.

## Vie quotidienne

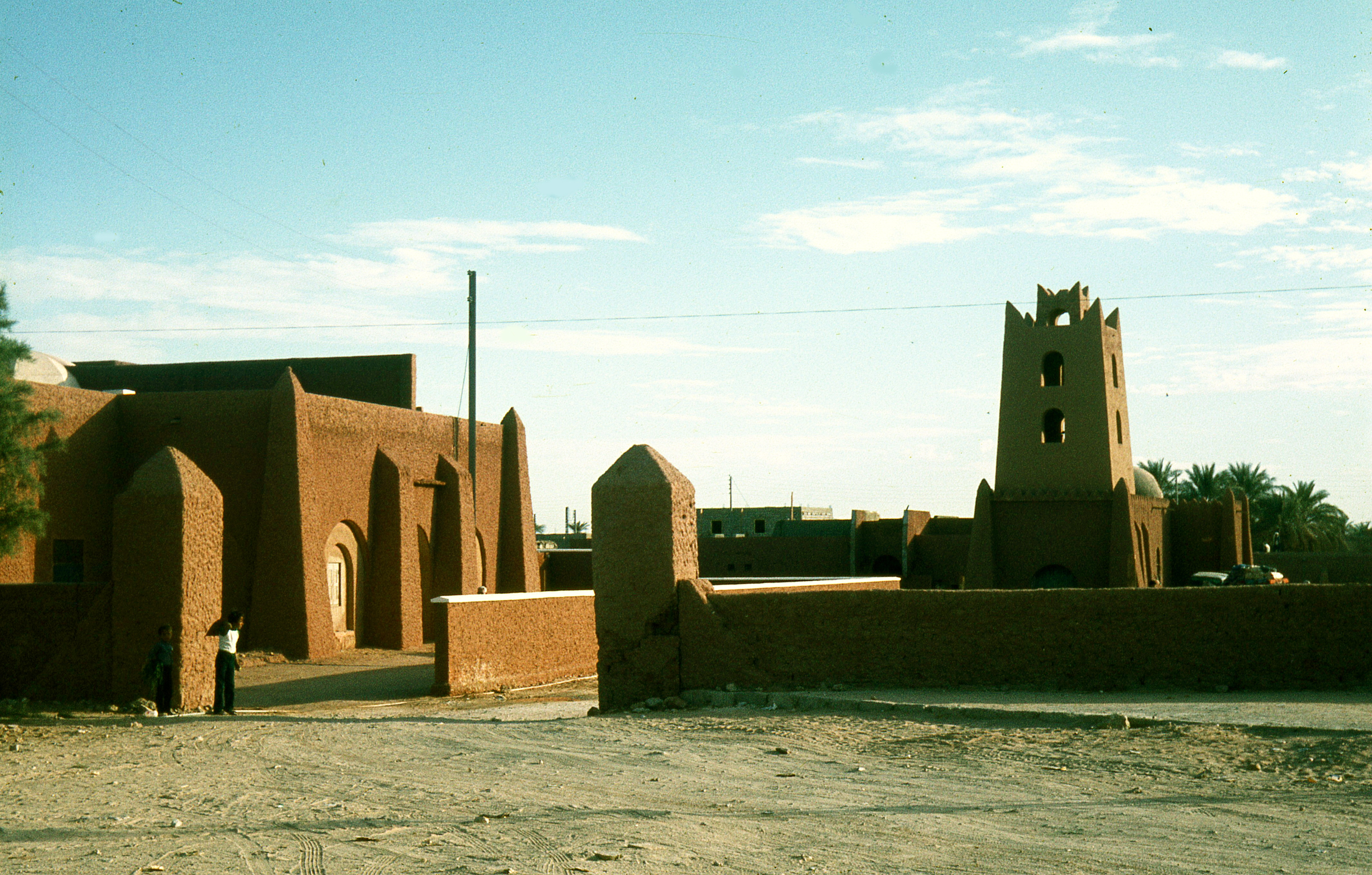
Constructions en terre crue à Adrar.

La ville de Adrar possède un centre de rétention.